# سانتا ماريا ديل سيدرو
سانتا ماريا ديل سيدرو هي بلدة تقع في مقاطعة كوزنسا ، كالابريا ، إيطاليا . يشير اسم البلدة إلى زراعة الماس سيترون الخاص ، والذي يستخدمه اليهود باسم إتروج خلال عيد المظال .
تشمل المشاهد بقايا قلعة وقناة نورمان .

## علاقات دولية
توأمت سانتا ماريا ديل سيدرو مع:
- Dolní Benešov، Czech Republic